# Miracidium

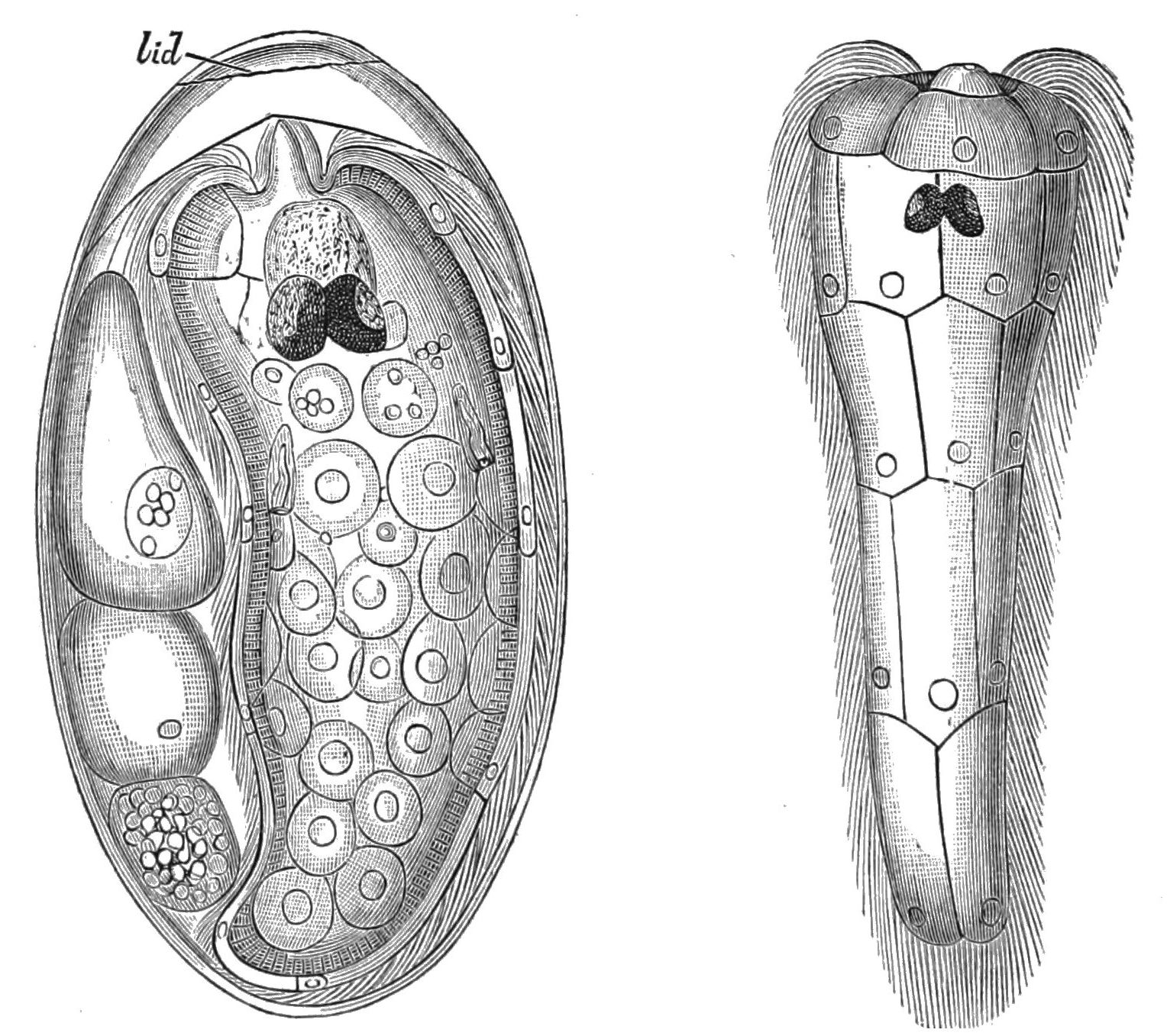
Plně vyvinuté miracidium ve vajíčku (vlevo) a již vylíhlé miracidium (vpravo) motolice jaterní

Miracidium je první larvální stádium motolic v jejich složitém vývojovém cyklu. Miracidium se vyvíjí ve vajíčku produkovaném dospělými motolicemi. Vajíčka se mohou vyvíjet již v hostiteli nebo častěji až po vyloučení do vnějšího prostředí. Postupným rýhováním blastomer vzniká nejprve embryo, které se dále vyvíjí až v zralé miracidium. Miracidium se poté uvolňuje z vajíčka přes otvor zvaný operkulum. Miracidium je obrvené, má dvě oční skvrny reagující na světlo. Spouštěcím faktorem líhnutí miracidií z vajíček je intenzivní světlo nebo zvýšená tenze kyslíku ve vodě. Miracidium plave ve vodě a dle chemotaktických sil hledá vhodného plže. Bylo prokázáno, že hlavní látkou, která přitahuje miracidia jsou mukopolysacharidy obsažené ve slizu plžů. Při kontaktu s plžem se poté miracidium pomocí speciálního aparátu přichytí k povrchu plže a pomocí enzymů (proteáz) proniká do těla plže. Při průniku odhazuje brvy a přeměňuje se v další stádium zvané - sporocysta.